# Anton Siluanov
Anton Germanovich Siluanov (en ruso: Анто́н Ге́рманович Силуа́нов; nacido el 12 de abril de 1963) es un político y economista ruso. Tiene el rango de 1.ª clase de Consejero de Estado Activo de la Federación de Rusia.
En 2011, fue nombrado ministro de Finanzas por el primer ministro Vladímir Putin, sustituyendo en este cargo a Alekséi Kudrin, quien fue obligado a renunciar y destituido por el presidente Dmitri Medvédev después de criticar públicamente el gasto adicional en defensa de 2,1 billones de rublos (66.000 millones de dólares) hasta 2014. Siluanov se desempeñó como primer vice primer ministro de Rusia de 2018 a 2020.

## Biografía
En 1985, Siluanov se graduó en el Instituto de Finanzas de Moscú con un título en "Finanzas y crédito". En 1994, obtuvo un doctorado en economía (la nomenclatura rusa para el grado es кандидат экономических наук).
De agosto de 1985 a marzo de 1987, Siluanov se desempeñó como economista principal del Ministerio de Finanzas de la República Socialista Federativa Soviética de Rusia. De marzo de 1987 a mayo de 1989, fue reclutado y sirvió en el ejército soviético.
De mayo de 1989 a enero de 1992, fue economista superior, jefe de departamento y consultor y asesor jefe del Ministerio de Hacienda. En febrero de 1992, fue nombrado Jefe Adjunto del Ministerio de Economía y Finanzas de la Federación de Rusia. De febrero de 1992 a octubre de 1997, fue Jefe Adjunto de la Oficina de Presupuesto y Jefe Adjunto del Departamento de Presupuesto del Ministerio de Finanzas de Rusia.
De octubre de 1997 a julio de 2003, Siluanov dirigió la política macroeconómica y las actividades bancarias en el Ministerio de Finanzas de Rusia.
El 22 de marzo de 2001 pasó a ser miembro del Consejo de Administración del Ministerio de Hacienda. De julio de 2003 a mayo de 2004, fue Viceministro de Finanzas, y de mayo de 2004 al 12 de diciembre de 2005, se desempeñó como Director de Relaciones Intergubernamentales del Ministerio de Finanzas de Rusia, Viceministro.
El 27 de septiembre de 2011, el primer ministro de Rusia, Vladímir Putin, lo nombró ministro de Finanzas en funciones de Rusia, en sustitución del ministro de larga duración, Alekséi Kudrin. El primer ministro Vladímir Putin, quien anunció el nombramiento en una reunión del gobierno el 27 de septiembre de 2011, después de que fuera aprobado por Medvédev, dijo que Siluanov era un "especialista bueno y sólido". El primer vice primer ministro, Igor Shuvalov, asumirá las responsabilidades que Kudrin tenía como vice primer ministro a cargo de la economía. Alekséi Kudrin será reemplazado por Anton Siluanov en el Fondo Monetario Internacional, el Banco Mundial y el Fondo Económico Euroasiático Anticrisis (ACF (Антикризисном фонде ЕврАзЭС) en el Banco Euroasiático de Desarrollo. 

## Ministro de Finanzas
El 26 de marzo de 2014, el FMI aseguró un fondo de rescate de 18.000 millones de dólares para Ucrania tras la Revolución de la Dignidad. No está claro si Siluanov aprobó el uso de dinero ruso para este propósito, o si pudo evitarlo negando el consentimiento. Rusia tiene un asiento para sí misma entre los 24 miembros del Comité Ejecutivo del FMI, mientras que su contribución monetaria al FMI es inferior a la de dos países que no tienen ese asiento.

## Objetivo de las sanciones de Estados Unidos
En respuesta a la invasión rusa de Ucrania en 2022, el 6 de abril de 2022 la Oficina de Control de Activos Extranjeros del Departamento del Tesoro de los Estados Unidos añadió a Siluanov a su lista de personas sancionadas en virtud de la Orden Ejecutiva 14024.

## Premios
- Diploma del Ministerio de Hacienda (2001)
- Premio del ministro de Hacienda (2002)
- Orden al Mérito por la Patria IV Grado (2011)